# Hollow Man (chanson)
Singles de R.E.M.
Supernatural Superserious
(2008) Man-Sized Wreath
(2008)
Pistes de Accelerate
Supernatural Superserious Mr. Richards
Hollow Man est une chanson du groupe de rock alternatif R.E.M., sortie en tant que second single de leur quatorzième album studio Accelerate le 2 juin 2008. La chanson a atteint la 7e place au classement Triple A du Billboard.

## Liste des pistes
CD single (UK, W804CD1)
1. Hollow Man – 2:42
2. Horse to Water (Live à Vancouver) – 2:38

Sortie annulée
Ce single de trois pistes devait sortir en tant que single CD en Allemagne mais a par la suite été annulé. La face B Indian Summer est cependant disponible dans les magasins de téléchargement. Quelques copies promotionnelles de ce CD sont sorties sur support physique, mais sont très rares et n'ont jamais été disponibles à la vente.
1. Hollow Man – 2:42
2. Horse to Water (Live à Vancouver) – 2:38
3. Indian Summer – 5:01

## Personnel[2]
- Hollow Man et Horse to Water ont été écrites par Peter Buck, Mike Mills et Michael Stipe.
- Indian Summer a été écrite par Calvin Johnson (reprise de Beat Happening, de leur troisième album Jamboree, 1988).

## Clip vidéo
Le clip vidéo a été créé par Crush Inc., un studio de production et de design basé à Toronto et publié sur le site web du groupe le 23 avril 2008,.
Le clip de Hollow Man est composé de figures ajoutées aux images du tournage. R.E.M. a créé un site permettant aux utilisateurs d'imprimer des copies du personnage et de se photographier pour l'insérer dans la vidéo projetée lors de leurs performances live de la chanson.

## Charts
| Chart (2008)             | Meilleure position |
| ------------------------ | ------------------ |
| Charts australiens       | 63                 |
| Charts belges (Wallonie) | 11                 |
| Charts anglais           | 200                |
| U.S. Billboard Triple A  | 7                  |

## Source
- (en) Cet article est partiellement ou en totalité issu de l’article de Wikipédia en anglais intitulé « Hollow Man (song) » (voir la liste des auteurs).